# Troféu Edil C
O Troféu Edil C é uma competição de ciclismo italiana que dura um dia.
Criada em 2008 como corrida amador, desde 2009 faz parte do UCI Europe Tour, dentro da categoria 1.2 (última categoria do profissionalismo).
Seu traçado sempre tem rondado os 150 km.

## Palmarés
Em amarelo: edição amador.
| Ano  | Ganhador              | Segundo            | Terceiro                |
| ---- | --------------------- | ------------------ | ----------------------- |
| 1997 | Federico Giabbecucci  |                    |                         |
| 1998 | Michele Colleoni      |                    |                         |
| 1999 | Alessandro Cortinovis |                    |                         |
| 2000 | Cristiano Parrinello  |                    |                         |
| 2001 | Michele Maccanti      |                    |                         |
| 2002 | Roman Luhovyy         | Antonio Bucciero   | Daniele Della Tommasina |
| 2003 | Mirco Lorenzetto      | Roman Luhovyy      | Fabio Borghesi          |
| 2004 | Fabrice Piemontesi    | Dario Benenati     | Daniele Callegarin      |
| 2005 | Vasil Kiryienka       | Drasutis Stundzia  | Gene Bates              |
| 2006 | Maurizio Biondo       | Ashley Humbert     | Aliaksei Polushkin      |
| 2007 | Paolo Tomaselli       | Marco Frapporti    | Giuseppe De Maria       |
| 2008 | Cessar Benedetti      | Alessandro Trotta  | Giuseppe De Maria       |
| 2009 | Tomas Alberio         | Alessandro Trotta  | Pierpaolo De Negri      |
| 2010 | Massimo Graziato      | Matteo Busato      | Carlos Julian Quintero  |
| 2011 | Mattia Pozzo          | Maksym Averin      | Alfio Locatelli         |
| 2012 | Kristian Sbaragli     | Nicola Boem        | Matteo Busato           |
| 2013 | Andrea Zordan         | Davide Villella    | Luca Benedetti          |
| 2014 | Andrea Vaccher        | Simone Velasco     | Damiano Cima            |
| 2015 | Francesco Reda        | Simone Petilli     | Lukas Pöstlberger       |
| 2016 | Vincenzo Albanese     | Leonardo Bonifazio | Gianluca Milani         |
| 2017 | Marco Negrente        | Lucas Hamilton     | Alexandr Riabushenko    |
| 2018 | Alessandro Fedeli     | Zahiri Abderrahim  | Robin Meyer             |
| 2019 | Giovanni Aleotti      | Simone Piccolo     | Marco Murgano           |

## Palmarés por países
| País         | Vitórias |
| ------------ | -------- |
| Itália       | 21       |
| Bielorrússia | 1        |
| Ucrânia      | 1        |